# شوان جلال
شوان جلال (مواليد 14 أغسطس 1983 في بغداد، العراق)، هو حارس مرمى كرة قدم بريطاني عراقي الاصل.

## روابط خارجية
- شوان جلال على موقع قاعدة بيانات كرة القدم.إي يو (الإنجليزية)
- شوان جلال على موقع Soccerbase.com (لاعب) (الإنجليزية)
- شوان جلال على موقع Soccerway.com (الإنجليزية)
- شوان جلال على موقع كووورة